# آزمون فریدمن
آزمون فریدمن (به انگلیسی: Friedman test) یکی از آزمون‌های آماری است که  برای مقایسه چند گروه کاربرد دارد و از نظر میانگین رتبه‌های گروه‌ها را معلوم می‌کند که آیا این گروه‌ها می‌توانند از یک جامعه باشند یا نه؟
مقیاس در این آزمون باید حداقل رتبه‌ای باشد. این آزمون متناظر غیر پارامتری آزمون F است و معمولاً در مقیاس‌های رتبه‌ای به جای F به کار می‌رود و جانشین آن می‌شود. در آزمون اف باید همگنی واریانس‌ها وجود داشته باشد که در مقیاس‌های رتبه‌ای کمتر رعایت می‌شود.
آزمون فریدمن برای تجزیه واریانس دو طرفه (برای داده‌های غیر پارامتری) به روش رتبه‌بندی به کار می‌رود و نیز برای مقایسه میانگین رتبه‌بندی گروه‌های مختلف کاربرد دارد.
آزمون فریدمن یک آزمون ناپارامتری، معادل آنالیز واریانس با اندازه‌های تکراری (درون گروهی است) که از آن برای مقایسه میانگین رتبه‌ها در بین k متغیر (گروه) استفاده می‌کنیم. فرض کنید می خواهیم از یک نمونه شامل 10 نفر در مورد 5 کالا نظر خواهی کنیم-یعنی از آن‌ها بخواهیم که به هر یک از کالاها از نظر کیفیت امتیاز بدهند-سپس میانگین امتیازات کالاها را باهم مقایسه و بررسی کنیم که اگر اختلافات امتیازات کالاها معنی دار است کدام کالا بیشترین امتیاز و کدام کالا کمترین امتیاز را کسب کرده‌است. در چنین حالتی شما با 5 متغیر روبرو هستید که این متغیرها از لحاظ آماری به هم وابسته هستند. زیرا اندازه‌هایی هستند که توسط هر نمونه تکرار شده‌اند.تفاوت آنالیز واریانس با اندازه‌های تکراری (درون گروهی) با آزمون فریدمن در این است که در آنالیز واریانس شما از هر نمونه یک متغیر را به صورت تکراری در حالات مختلف اندازه‌گیری می‌گیرید. (مثلا از هر نفر (نمونه) در سه حالت ایستاده، نشسته و دراز کش فشار خون را اندازه‌گیری می‌کنید). در صورتی که در آزمون فریدمن هر یک از نمونه‌ها امتیازی را به چند گروه (شی یا فرد یا..) اختصاص می‌دهند. در هر دوی این آزمون‌ها متغیر‌ها، توسط نمونه‌ها مقدار گرفته‌اند ولی نکته مورد اختلاف این است که در آنالیز واریانس، در یک نمونه اندازه‌ها تکراری هستند ولی در آزمون فریدمن اندازه‌ها، امتیازات داده شده توسط یک نمونه است. در آزمون فریدمن فرض H0 مبتنی بر یکسان بودن میانگین رتبه‌ها در بین گروه هاست. رد شدن فرض صفر به این معنی است که در بین گروه‌ها حداقل دو گروه با هم اختلاف معنا داری دارند.

## خصوصیات
از معایب این آزمون این است که تعداد افراد در نمونه‌ها باید یکسان باشند و نمونه‌ها باید همگی جور شده باشند.